# 休·范艾斯
休·范艾斯（英語：Hugh van Es），本名休伯特·范艾斯（荷蘭語：Hubert van Es，1941年7月6日—2009年5月15日），是荷蘭籍的攝影記者和戰地記者，曾經在越南戰爭、蘇聯入侵阿富汗和菲律賓的摩洛叛亂中進行過採訪。他最有名的事蹟是在西貢陷落前一天的1975年4月29日「常風行動」期間，拍下了美國直升機在嘉隆街22號屋頂撤離人員的照片，這張攝影照成為越戰末期的代表性紀錄作品。
范艾斯在工作生涯中，以「休」（荷蘭語：Hu）的暱稱聞名，這簡稱後來改為英語化的。除此之外，他另有一個綽號，與飛機的單字諧音相近。
身材修長、說起話口氣強硬、且隨時有一籮筐妙語可以信手拈來的范艾斯，在媒體界同僚眼中是位無所畏懼、極富機智的人。美國資深戰地記者彼得·阿奈特亦曾經表示，范艾斯是少數願意親臨戰場、見證戰爭結束的西方攝影記者之一。

## 生涯
范艾斯於1941年出生於北荷蘭省的希爾弗瑟姆。他表示自己是在13歲時，去了當地博物館的一次照片展、並在那看到了美國著名戰地攝影師羅伯特·卡帕的作品後，才決定了未來要作記者的志向。大學畢業後，他從1959年起開始在阿姆斯特丹擔任攝影師。
1967年，休·范艾斯作為一名自由記者，到香港替英語報紙《南華早報》進行攝影工作，1968年改入美國的（NBC），並且得到了機會去越南從事戰地採訪。他於1969年至1972年間任職於美聯社在越南共和國（南越）首都西貢的分社，1972年至1975年又改替美國合眾國際社（UPI）西貢分社工作。在漢堡高地戰役期間的1969年5月，他因為在南越與寮國邊境的阿紹谷美軍陣地中，拍攝到一名表情顯露痛苦的傷兵正在等待醫療後送的照片，而增加了名氣，這張照片在之後也成為漢堡高地一戰中最有名的攝影作品之一。

### 西貢陷落
越南戰爭末期的1975年，他在合眾社西貢分社工作。當時南越局勢危急，北越的越南人民軍一路順利南下，直逼南越政府軍在首都圈外的最後防線。他於4月30日北越軍開入西貢之前，盡量爭取了久留的機會以繼續紀錄戰爭的一切，而未像大部分決定離開越南的美國同僚一樣，帶著隨身物品就到市內的集合地點，等待前往新山一機場的巴士。
4月29日，他到街上攝影，拍到西貢市民忙著焚燒文件、消滅自己與美國合作過的紀錄，以及海軍陸戰隊士兵面對著一名攜帶幼子的越南婦女。同一日下午，他在半島酒店（Peninsula Hotel）的頂樓拍下了著名的直升機照片。以下引言是他對當時情形的紀錄：
大約下午2點30分，當我正在暗房工作時，突然聽到伯特·奧庫利（Bert Okuley）大喊：「范艾斯，快出來，那邊屋頂上停了一架直升機！」。我立刻抓起我的相機和辦公室裡最長的鏡頭——儘管那只有300毫米，但也只能這麼做——，並飛奔到陽台上。
朝皮特曼公寓望去，我可以看到屋頂上有20到30人，正順著梯子爬上一架美航公司的UH-1休伊直升機。在梯子的頂端站著一位穿便服的美國人，正忙著把拉人上去，並把他們塞入機艙。當然，根本不可能讓屋頂上所有的人都坐進那架直升機，而它最後了載走了12到14人（而標準的最大乘載人數更只有8人）。其他還在屋頂上的人繼續枯等數個小時，徒勞無功地盼望著更多增派的直升機過來，而敵軍已經兵臨城下了。我還記得望向蒼天，並簡短禱告了一番。又拍了十張後，回到暗房把底片沖印好，再準備像往常一樣，在下午5點從西貢的電報局將成品傳到東京的分社去。[註1]
4月30日當天中午，人民軍的大部隊進入西貢城，還在樓裡的范艾斯為了防範不利的情形發生，而在迷彩色的帽子上別了一面塑膠製的小型荷蘭國旗，並寫著「荷蘭報誌」（Báo chí Hà Lan）四個越南國語字顯示記者身份、也避免自己被當成美國人，之後才下樓。但街上的北越士兵們已在事先接獲了上級命令，必須確保滯留城內的外國記者不受傷害，而用友善的態度對待他，甚至在鏡頭前讓他拍照。范艾斯在同年6月，與最後一批駐越的外籍記者搭上飛往永珍的飛機，告別了越南。

### 直升機撤離照片的後續影響
范艾斯在酒店拍下的照片聲名大噪，畫面本身即隐喻著美國人的絕望大撤退、以及華府對越政策的徹底失敗。在越戰結束多年後，也不時被許多社論漫畫當成題材，通常用於批評美國的外交政策。但圖中的嘉隆街22號「皮特曼公寓」，在整個1970年代的許多場合裡都經常被廣泛地誤認為美國駐西貢大使館（當時西貢市中央的主要撤離地點）的頂樓直升機降落台。實際上，范艾斯表示自己在西貢傳出照片前，已在圖片說明裡註記拍攝地點是美國中央情報局駐在西貢的一處設施。之後范艾斯也告訴友人，說自己共花了許多時間，去大費周章的解釋照片裡那棟屋頂不是美國大使館的。
除此之外，這張照片也被著名戲劇《西貢小姐》沿用，而范艾斯也曾因為該劇未經自己許可即使用這張照片，一度打算訴諸法律，但後來打消念頭。
目前嘉隆街22號的地址門牌，已被改為胡志明市李自重街22號（22 Lý Tự Trọng），頂樓不開放外人參觀。

### 越戰之後
范艾斯在越南的生涯結束後，又回到香港當歐美報章雜誌的特約記者，有時也替好萊塢到亞洲取景的劇組拍照。之後，他還去了菲律賓探訪摩洛叛亂、和1979年的蘇聯侵阿戰爭。范艾斯也試圖回到越南，但在1990年代前都無法如願。當他事隔多年再踏上越南土地後，在一次訪問鄉間時寫道：「這地方和我上次離開時相比的變遷並不大，但拍下的照片對那些有幸不用親眼目睹這場惡戰的人來說，卻是大大扭轉了他們的觀點。」[註2]

## 晚年至逝世
范艾斯離開越南後便長久居於香港。2009年5月初，他因為腦溢血陷入持續昏迷，直到於5月15日病逝在瑪麗醫院之前，都沒清醒過。享年67歲。

## 外部連結
- "Thirty Years at 300 Millimeters" （页面存档备份，存于）《300mm鏡頭後的30年》，休伯特·范艾斯，2005年4月29日
- Los Angeles Times, May 15, 2009 （页面存档备份，存于）
- Bangkok 2002 Reunion Photo Gallery (Van Es is pictured)